# 韦吕尔
韦吕尔（法語：Velluire，法語發音：[vɛlɥiʁ]）是法国卢瓦尔河地区大区旺代省的一个旧市镇，位于该省东南部，属于丰特奈勒孔特区。2019年，韦吕尔与市镇勒普瓦雷叙韦吕尔合并为新市镇旺代河畔莱韦吕尔。

## 地理
韦吕尔（46°24'16"N, 0°53'38"W）面积9.54 平方千米，位于法国卢瓦尔河地区大区旺代省，该省份为法国西部沿海省份，北起大西洋卢瓦尔省和曼恩-卢瓦尔省，西临大西洋，南至滨海夏朗德省，东部及东南部与德塞夫勒省接壤。
与韦吕尔接壤的市镇（或旧市镇、城区）包括：勒普瓦雷叙韦吕尔、谢村、勒盖德韦吕尔、蒙特勒伊、拉塔耶、维克斯。
韦吕尔的时区为UTC+01:00、UTC+02:00（夏令时）。

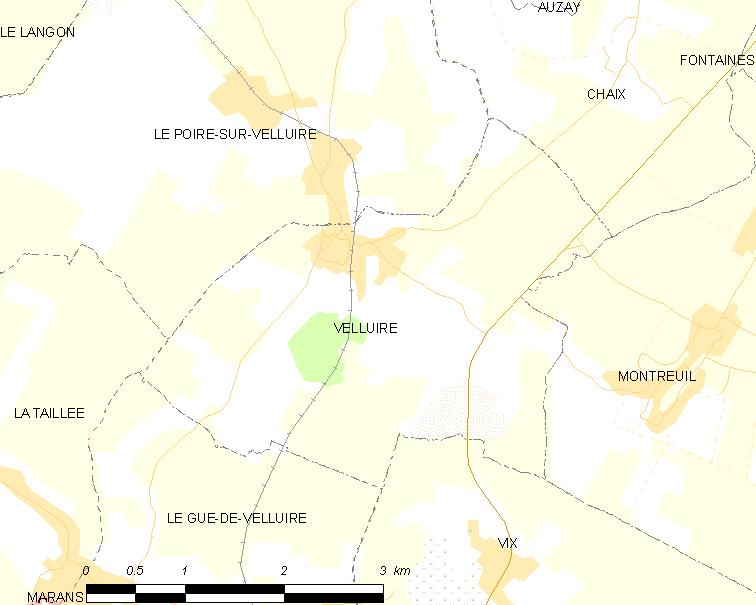
韦吕尔的OSM定位图

## 行政
韦吕尔的邮政编码为85770，INSEE市镇编码为85299。

## 政治
韦吕尔所属的省级选区为丰特奈勒孔特县。

## 交通
韦吕尔历史上曾有过火车站，后废弃。

## 人口

1962-2008年间韦吕尔人口变化图示

韦吕尔于2018年1月1日时的人口数量为717人。